# 礼仪房
礼仪房，是明朝司礼监的下属机关，宫廷礼仪的指导，主要负责皇帝选婚、选驸马、皇室子女的诞育等吉礼。提督礼仪房的太监通常由司礼监掌印太监、秉笔太监兼任。。

## 官制
- 提督太监，一员；
- 掌司，无定员；
- 写字，无定员；
- 管事，无定员；
- 长随，无定员。